# Tangyin
Tangyin är ett härad som lyder under Anyangs stad på prefekturnivå i Henan-provinsen i norra Kina.
1. ↑  http://www.geohive.com/cntry/cn-41.aspx